# Cischweinfia popowiana
Cischweinfia popowiana är en orkidéart som beskrevs av Willibald Königer. Cischweinfia popowiana ingår i släktet Cischweinfia och familjen orkidéer.
Artens utbredningsområde är Ecuador. Inga underarter finns listade i Catalogue of Life.